# Pholiota flavida
Pholiota flavida är en svampart som först beskrevs av Jakob Christan Schaeffer, och fick sitt nu gällande namn av Rolf Singer 1951. Pholiota flavida ingår i släktet tofsskivlingar och familjen Strophariaceae.   Inga underarter finns listade i Catalogue of Life.